# 007 ゴールドフィンガー
『007 ゴールドフィンガー』（Goldfinger）は、イアン・フレミングが執筆したスパイ小説で、007シリーズの長編小説第7目。1959年、ジョナサン・ケープより出版された。日本では1960年に早川書房から井上一夫訳によりハヤカワ・ポケット・ミステリで発売された。

## あらすじ
メキシコでの任務の帰路、マイアミに立ち寄ったイギリス秘密情報部員ジェームズ・ボンドは、かつてのカジノ・ロワイヤルでの勝負の際同席したデュポンと再会し、彼の頼みでオーリック・ゴールドフィンガーのカードゲーム（カナスタ）のいかさまを暴いた。ロンドンへ戻ったボンドは、ゴールドフィンガーがスメルシュの手先となって金の密輸を行っているらしいことを聞かされ、その調査を命じられた。調査中、ボンドはゴールドフィンガーに捕らわれ、彼がアメリカ合衆国のフォート・ノックスを襲撃して合衆国金塊保管所に貯蔵された金塊を奪取し、ソ連の巡洋艦に積み込んで海外に運び去ろうとしていることを知る。

## 出版
- イアン・フレミング 著、井上一夫 訳『007 ゴールドフィンガー』早川書房〈ハヤカワ・ミステリ文庫〉、1998年2月。ISBN 9784151713514。改訳版
- Fleming, Ian (2002-8-27) (英語). Goldfinger. Penguin. ISBN 9780142002049